# 4月17日
4月17日（しがつじゅうしちにち）は、グレゴリオ暦で年始から107日目（閏年では108日目）にあたり、年末まではあと258日ある。

## できごと

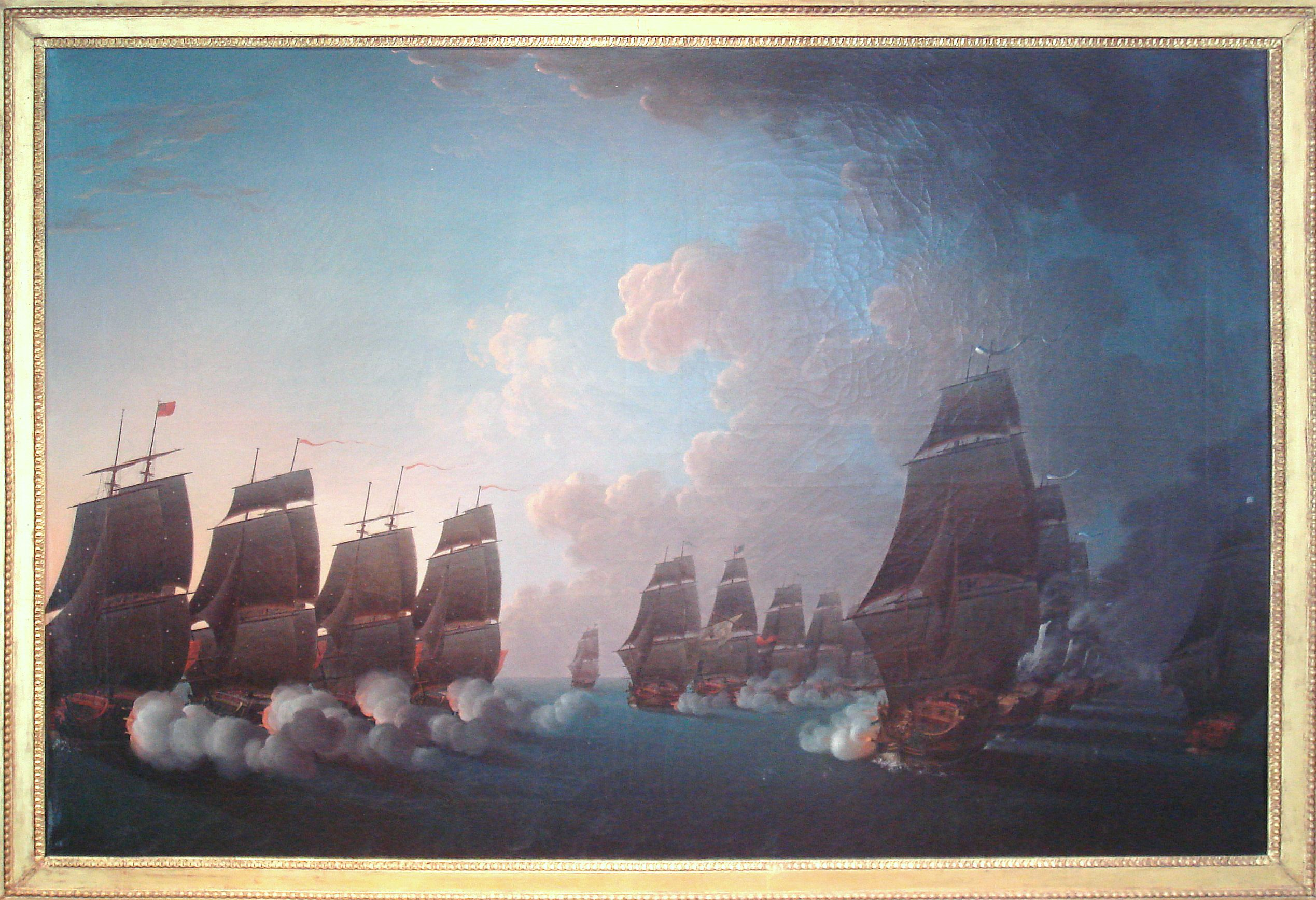
マルティニーク島の海戦(1780)勃発。

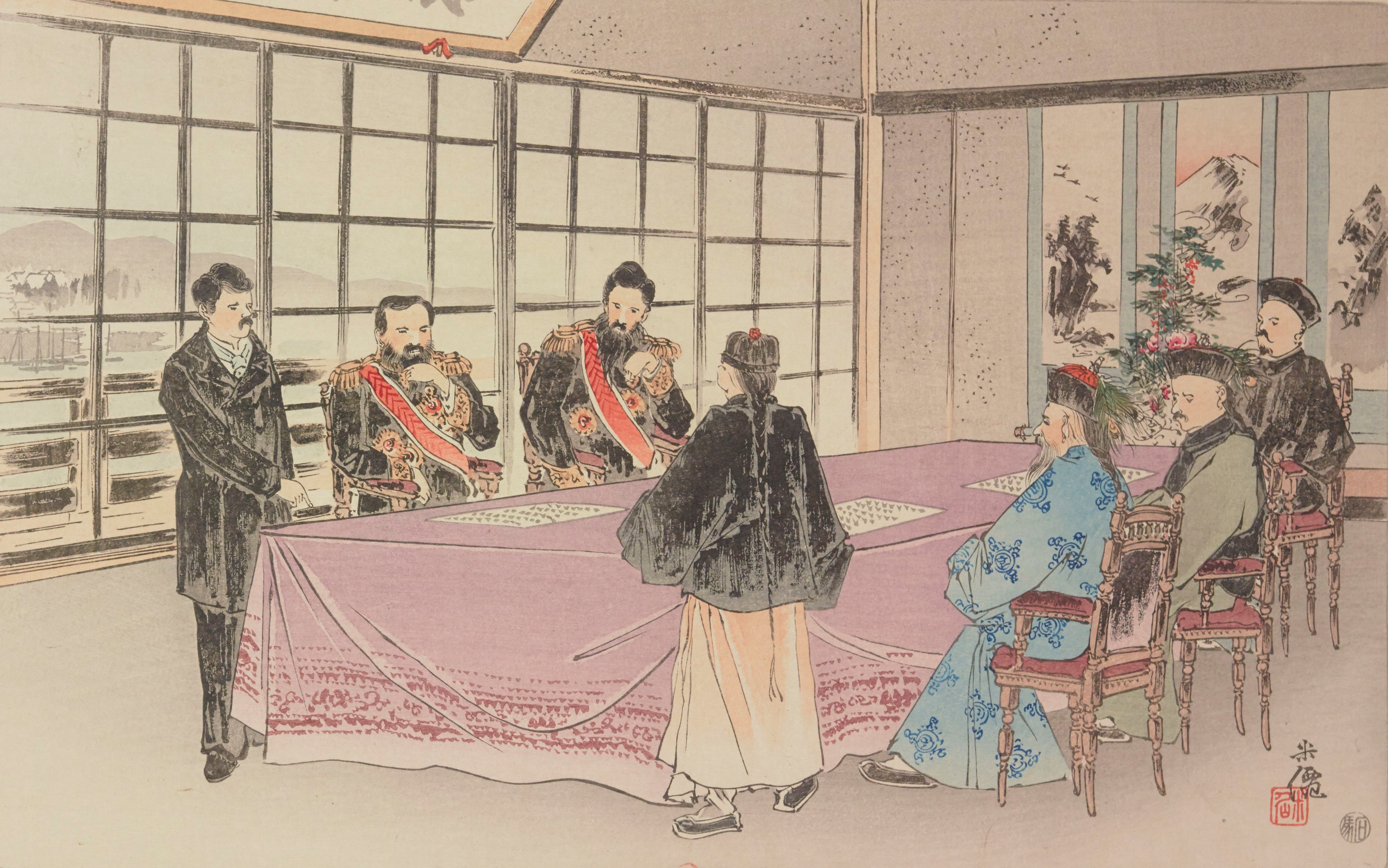
日清講和条約締結(1895)。

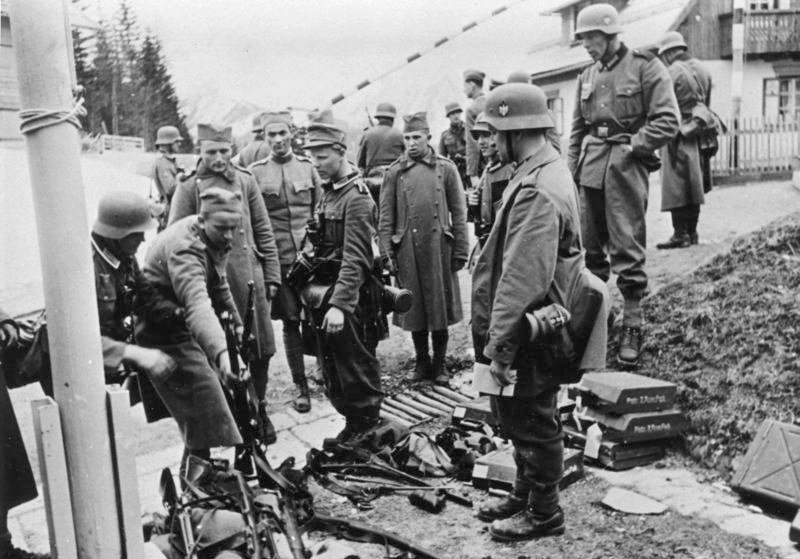
ユーゴスラビア侵攻、ユーゴスラビアがナチス・ドイツに降伏(1941)。

- 69年 - アウルス・ウィテッリウスが「四皇帝の年」における三番目の皇帝に即位する(4月16日とする説もある)。
- 667年（天智天皇6年3月19日） - 天智天皇が近江宮に遷都。
- 674年（天武天皇3年/白鳳2年3月7日） - 対馬の国司が、日本で初めて産出された銀を朝廷に献上。
- 1332年（元弘2年3月22日） - 光厳天皇即位礼。
- 1594年（文禄3年2月27日） - 豊臣秀吉が吉野の花見を開催[1]。
- 1780年 - アメリカ独立戦争: マルティニーク島の海戦
- 1861年 - 南北戦争: バージニア州がアメリカ合衆国を離脱。
- 1872年（明治5年3月10日） - 文部省博物局（現在の東京国立博物館）が湯島聖堂の大成殿を「文部省博物館」として初の官設博覧会を開催（湯島聖堂博覧会）。
- 1888年 - 日本で市制・町村制公布。翌年4月1日に施行。
- 1895年 - 日清戦争の講和条約である下関条約に調印。
- 1912年（ユリウス暦4月4日） - レナ虐殺事件。シベリアのレナ川付近でストライキを行っていた金鉱労働者をロシア帝国軍が射殺。
- 1917年（ユリウス暦4月4日） - ロシア革命: 前日にロシアに帰国したばかりのウラジーミル・レーニンが「四月テーゼ」を発表。戦争を続ける臨時政府の全権をソビエトが握るべきと主張。
- 1918年 - 東野鉄道が、西那須野駅〜黒羽駅間で開業。
- 1924年 - アメリカで3社の映画スタジオが合併してメトロ・ゴールドウィン・メイヤー (MGM) を設立。
- 1927年 - 枢密院が金融恐慌対策の台湾銀行救済案を否決したことにより、若槻礼次郎内閣が総辞職。
- 1941年 - 第二次世界大戦・ユーゴスラビア侵攻: ユーゴスラビアがナチス・ドイツに降伏。
- 1942年 - 第二次世界大戦: フランスのアンリ・ジロー将軍がドレスデン郊外の捕虜収容所から脱走。
- 1946年 - シリアがフランスから独立。
- 1946年 - 日本政府が憲法改正草案を公表。
- 1947年 - 地方自治法公布。
- 1947年 - 日本で公共職業安定所発足[2]。
- 1947年 - 宮城県横山村で大火。死者3人、家屋175戸が全焼[3]。
- 1952年 - 鳥取大火: 鳥取市にて大火。5,228戸が焼失、中心街が全滅。
- 1956年 - コミンフォルムが解散。
- 1956年 - 福島県常葉町で大火。町の中心部の住宅254戸などが全焼したほか、山火事となり19.8haが焼失した[4]。
- 1961年 - キューバ革命: ピッグス湾事件。キューバのコチーノス湾に亡命キューバ人部隊が上陸。

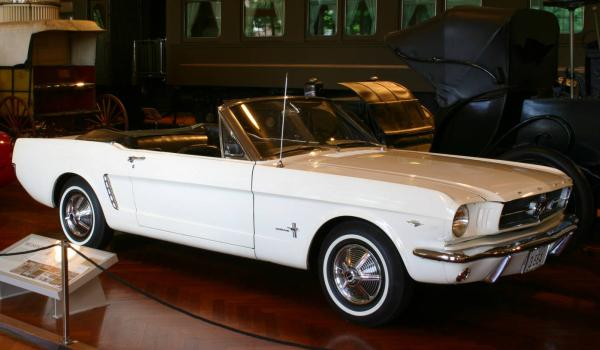
乗用車フォード・マスタング初公開(1964)

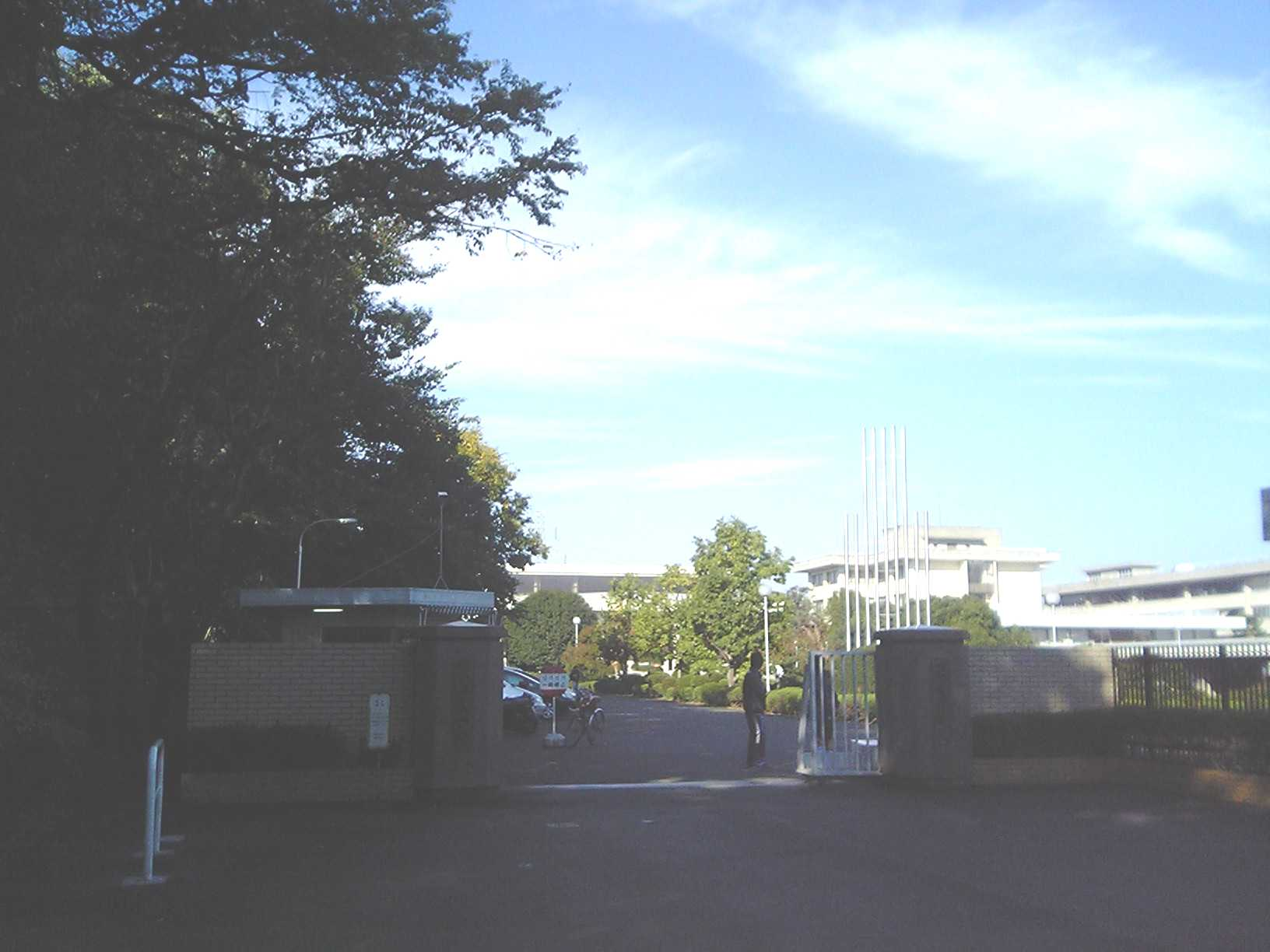
朝鮮大学校が各種学校として認可される(1968)

- 1964年 - ニューヨーク万国博覧会のフォード・モーターのブースで新車種フォード・マスタング(ford mustang、初代、1964-1973)が初公開。
- 1964年 - シェイ・スタジアムが開場。
- 1968年 - 美濃部亮吉東京都知事が朝鮮大学校を各種学校として認可。
- 1969年 - プラハの春: アレクサンデル・ドゥプチェクがチェコスロバキア共産党第一書記を辞任。
- 1969年 - この時期としては非常に強い寒気が流入したところに南岸低気圧が通過したため、東北から関東地方にかけての東日本で4月としては異例の降雪。東京都心では41年後の2010年と並んでこの日が終雪のもっとも遅い記録。
- 1970年 - 「アポロ13号」が地球に帰還[5]。
- 1971年 - シエラレオネが共和制に移行。
- 1975年 - カンボジア内戦: カンプチア民族統一戦線がプノンペンを制圧。ロン・ノル率いるクメール共和国が崩壊し、ポル・ポト率いるクメール・ルージュが実権を掌握。
- 1975年 - イギリスのロックバンド、クイーンが初来日。
- 1980年 - 中華人民共和国が国際通貨基金 (IMF) に加盟。
- 1982年 - カナダで1982年憲法が公布。建国115年目で初めて自主憲法を制定。
- 1985年 - 阪神甲子園球場で行われたプロ野球、阪神タイガース - 読売ジャイアンツ戦において、ランディ・バース、掛布雅之、岡田彰布がバックスクリーン3連発を放つ。
- 1986年 - オランダとシリー諸島の間の三百三十五年戦争の終結が宣言。
- 1987年 - アメリカが日米半導体協定違反の理由で日本に対するパソコンなど3品目の100%関税実施を発表。
- 1990年 - 永山則夫連続射殺事件で最高裁判所が永山則夫の上告を棄却し、死刑が確定。
- 2007年 - 長崎市長射殺事件: 長崎駅前で、長崎市市長の伊藤一長が山口組系暴力団員に銃撃される。翌18日未明に胸部大動脈損傷等による大量出血により死亡。
- 2009年 - シアトル・マリナーズのイチローがアナハイム・エンゼルス戦において、日米通算3,086安打を達成。張本勲の持つ日本プロ野球最多記録を更新。
- 2018年 - 安倍晋三首相が訪米、ドナルド・トランプ大統領と翌日にかけて日米首脳会談。日米貿易交渉 (2018年-2019年) を始めることなどを合意。
- 2022年 - パキスタン空軍がアフガニスタンの集落を爆撃。ホースト州とクナル州で47人以上が死亡[6]。

## 誕生日

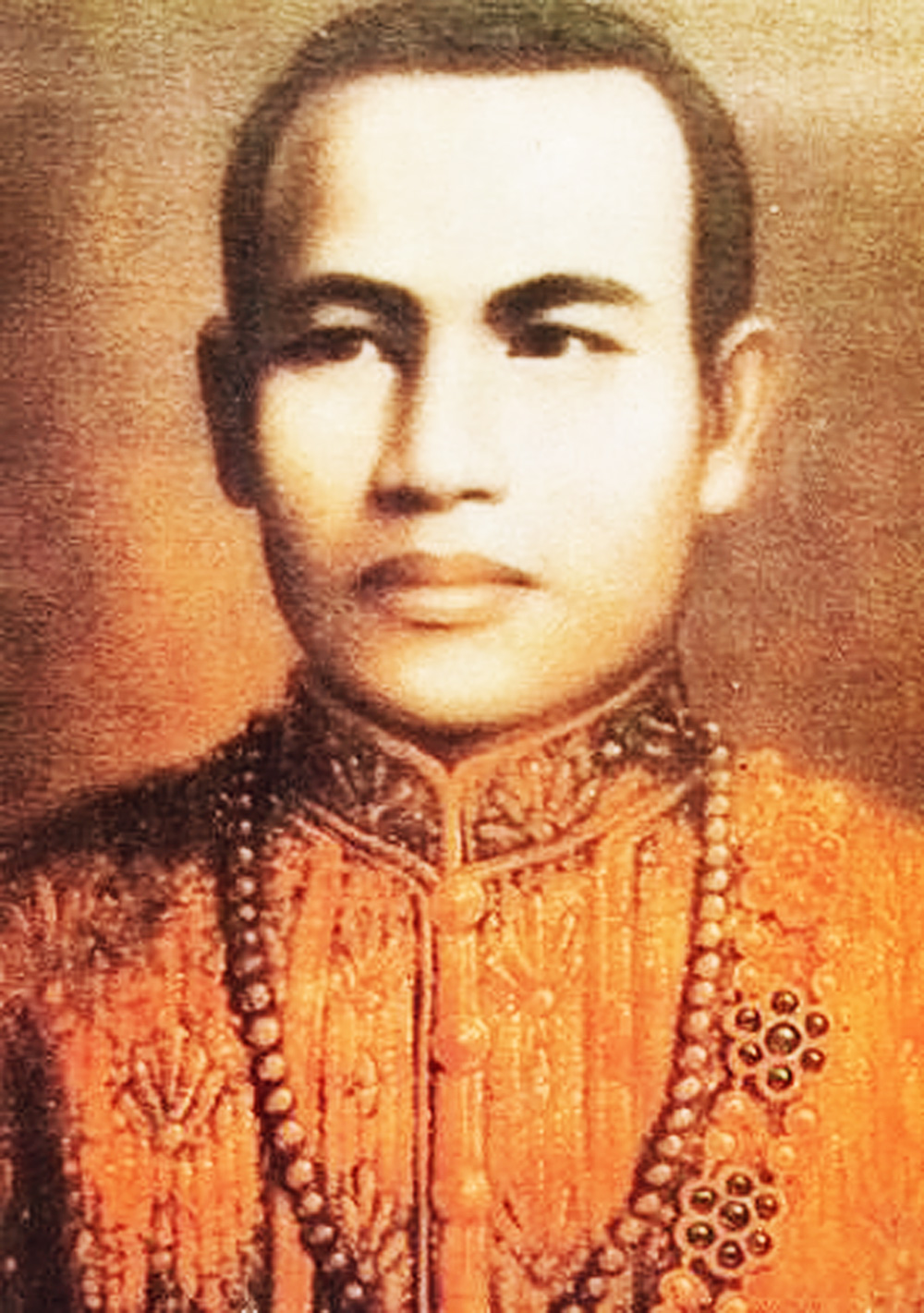
タイ王タークシン(1734-1782)誕生。

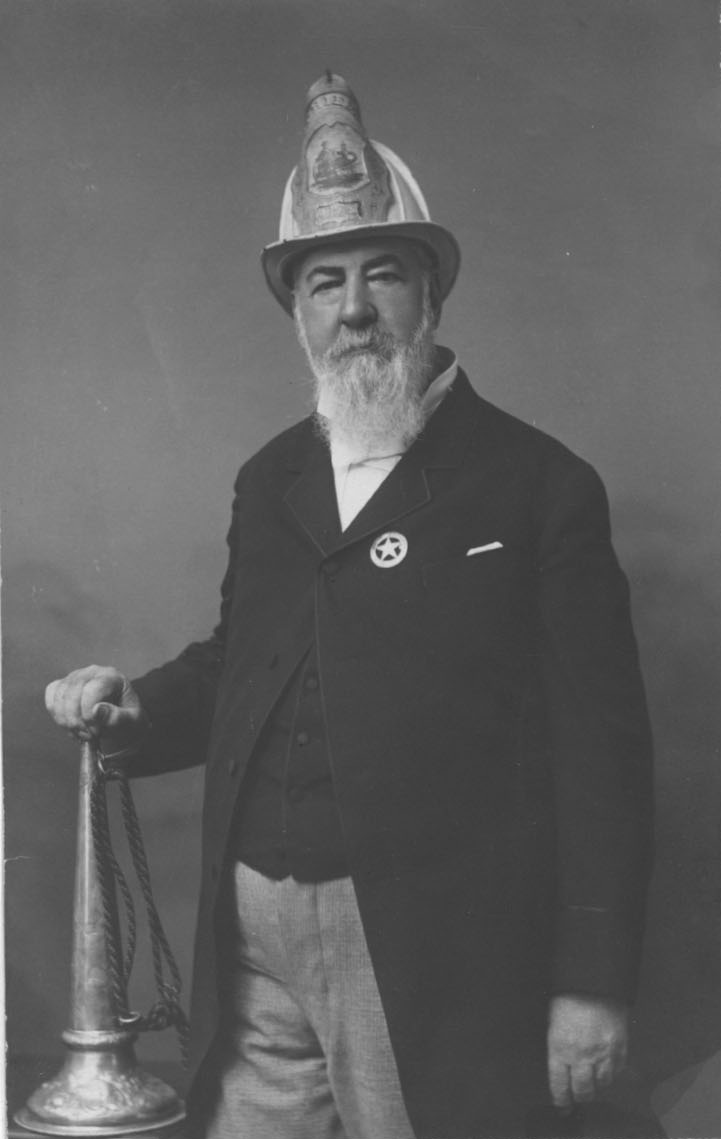
現在の野球のルールを確立したアレクサンダー・カートライト(1820-1892)誕生。

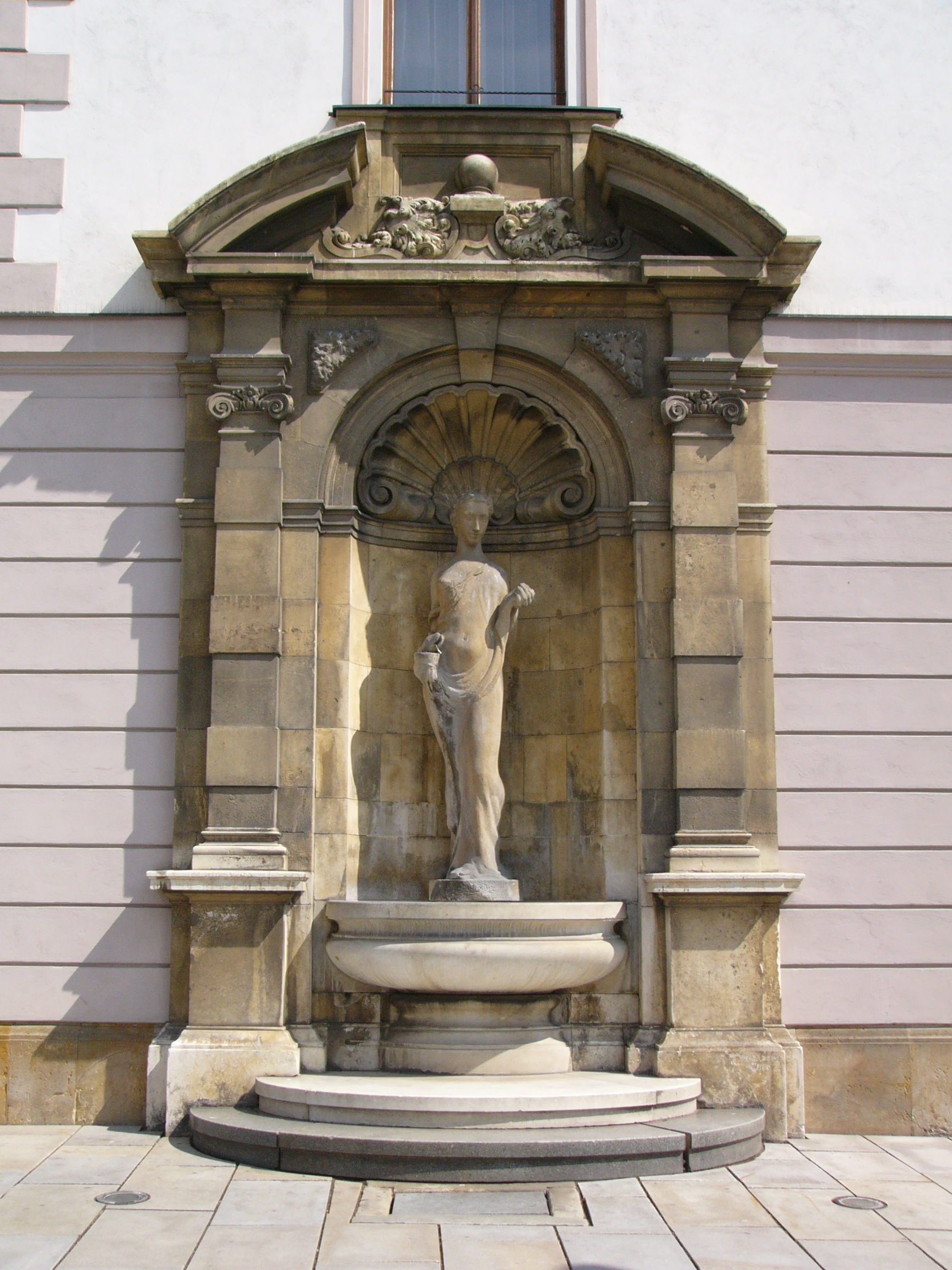
都市計画家、カミロ・ジッテ(1843-1903)。文化・芸術の場としての都市空間を強調した。画像はヒュギエイアの噴水。

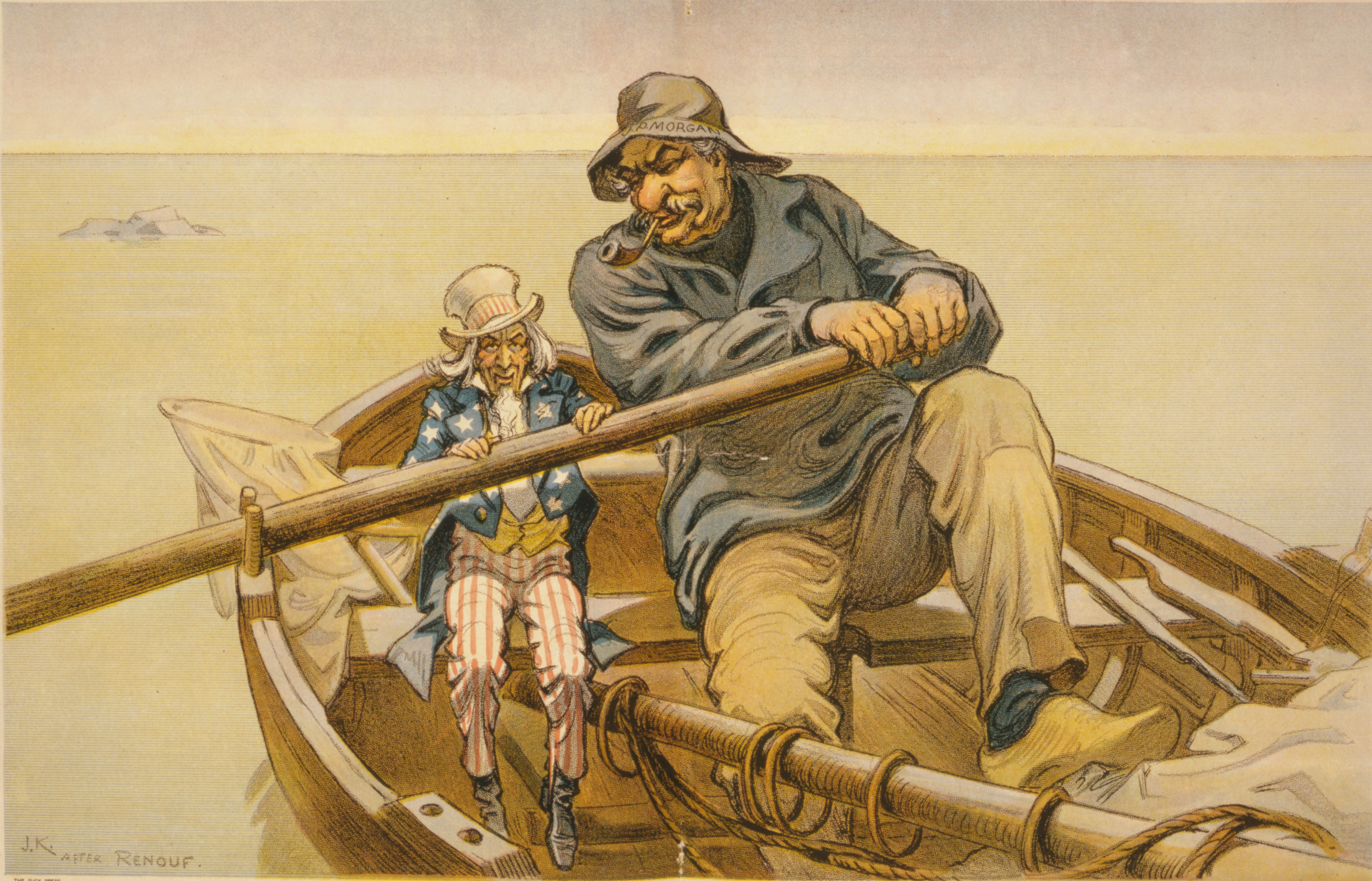
モルガン財閥を創始した投資家ジョン・モルガン(1837-1913)誕生。

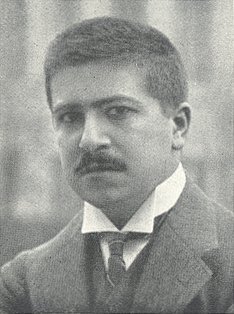
ピアニスト、アルトゥル・シュナーベル(1882-1951)誕生。

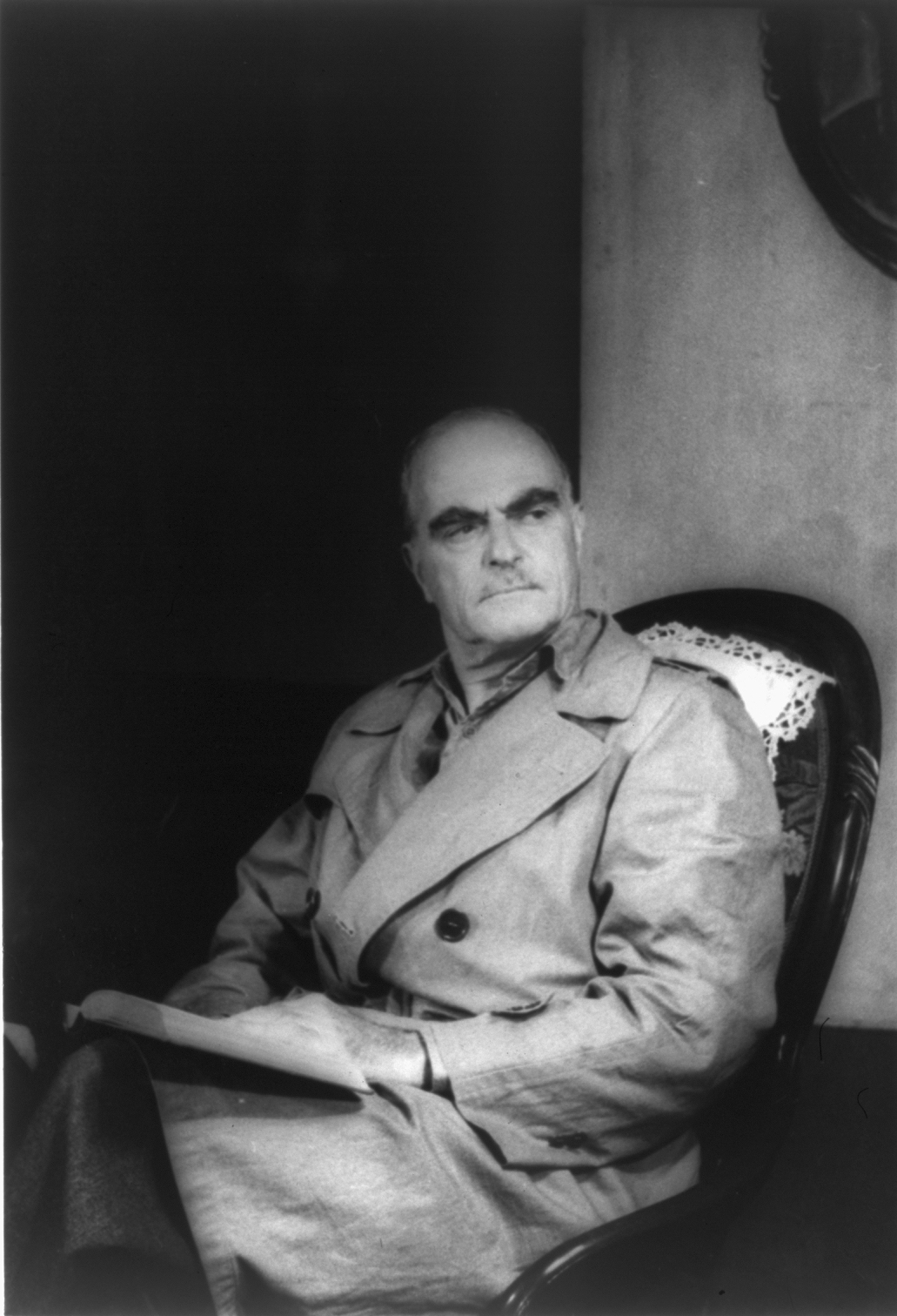
劇作家ソーントン・ワイルダー(1897-1975)誕生。

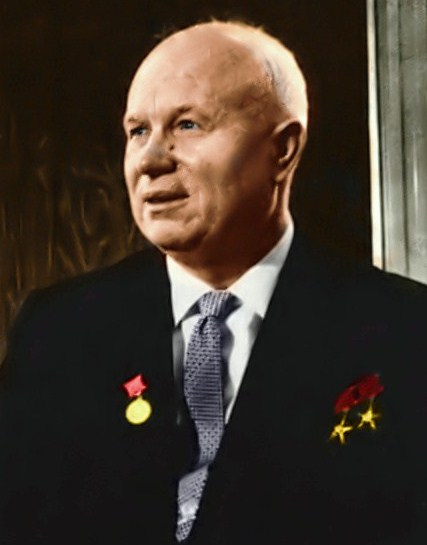
ソビエト連邦の第4代最高指導者、ニキータ・フルシチョフ(1894-1971)誕生。

### 人物
- 1277年 - ミカエル9世パレオロゴス、東ローマ帝国皇帝（+ 1320年）
- 1573年 - マクシミリアン1世、バイエルン選帝侯（+ 1651年）
- 1598年 - ジョヴァンニ・バッティスタ・リッチョーリ、天文学者（+ 1671年）
- 1664年 （寛文4年3月21日）- 大村純尹、第5代大村藩主 （+ 1712年）
- 1683年 - ヨハン・ダーフィト・ハイニヒェン、作曲家（+ 1729年）
- 1734年 - タークシン、タイ国王（+ 1782年）
- 1759年 （宝暦9年3月20日）- 板倉勝政、第4代松山藩主 （+ 1821年）
- 1760年 （宝暦10年3月2日）- 加藤泰候、第9代大洲藩主 （+ 1787年）
- 1787年 （天明7年2月29日）- 岡部長慎、第9代岡部藩主 （+ 1859年）
- 1820年 - アレクサンダー・カートライト、現代野球の確立者（+ 1892年）
- 1833年 - ジャン＝バティスト・アッコーライ、ヴァイオリニスト、指揮者、作曲家（+ 1900年）
- 1837年 - ジョン・モルガン、実業家（+ 1913年）
- 1843年 - カミロ・ジッテ、建築家、画家、都市計画家、都市計画学者（+ 1903年）
- 1852年 - キャップ・アンソン、元プロ野球選手（+ 1922年）
- 1859年 （安政6年3月15日）- 丹羽長裕、第14代二本松藩主 （+ 1886年）
- 1870年（明治3年3月17日） - 三田村鳶魚、随筆家、時代考証家（+ 1952年）
- 1870年（明治3年3月17日） - 谷口尚真、軍人（+ 1941年）
- 1877年 - 松平恒雄、外交官、政治家（+ 1949年）
- 1882年 - アルトゥル・シュナーベル、ピアニスト（+ 1951年）
- 1885年 - カレン・ブリクセン（アイザック・ディネーセン）、小説家（+ 1962年）
- 1891年 - 朴春琴、政治家（+1973年）
- 1894年 - ニキータ・フルシチョフ、ソビエト連邦共産党第一書記（+ 1971年）
- 1895年 - 西光万吉、部落解放運動家、社会運動家（+ 1970年）
- 1897年 - ソーントン・ワイルダー、劇作家（+ 1975年）
- 1897年 - ハラール・セーヴェルー、作曲家（+ 1992年）
- 1897年 - 飯田蝶子、女優（+ 1972年）
- 1897年 - シュリー・ニサルガダッタ・マハラジ、覚者（+ 1981年）
- 1898年 - 鈴木清、解剖学者、医師（+ 1967年）
- 1900年 - 衣笠十四三、映画監督（+ 1976年）
- 1903年 - グレゴール・ピアティゴルスキー、チェリスト（+ 1976年）
- 1906年 - 八木隆一郎、脚本家（+ 1965年）
- 1907年 - 嵐芳三郎 (5代目)、歌舞伎役者、俳優（+ 1977年）
- 1908年 - 三宅泰雄、地球化学者（+ 1990年）
- 1908年 - 小林秀恒、挿絵画家（+ 1942年）
- 1912年 - マルタ・エゲルト、女優、歌手（+ 2013年）
- 1912年 - 山下好一、元プロ野球選手（+ 1997年）
- 1914年 - 井口小夜子、歌手（+ 2003年）
- 1914年 - 神谷尚男、検察官、元検事総長（+2015年）
- 1916年 - 齊藤了英、実業家（+ 1996年）
- 1916年 - シリマヴォ・バンダラナイケ、政治家、スリランカ首相（+ 2000年）
- 1917年 - 鈴木茂、実業家、元北海道拓殖銀行頭取、元JR北海道会長（+ 2014年）
- 1917年 - 三村庸平、実業家、元三菱商事社長（+2006年）
- 1917年 - 南村侑広、元プロ野球選手（+ 1990年）
- 1918年 - ウィリアム・ホールデン、俳優（+ 1981年）
- 1919年 - 岡村孝雄、元プロ野球選手（+ 2009年）
- 1922年 - 北村英三、俳優、演出家（+1997年）
- 1923年 - リンゼイ・アンダーソン、映画監督（+ 1994年）
- 1924年 - 藤城清治、影絵作家
- 1925年 - チャールズ・ヤノフスキー、遺伝学者（+ 2008年）
- 1926年 - 小川宏、アナウンサー、司会者（+ 2016年）
- 1928年 - 久保田良作、ヴァイオリニスト（+ 1997年）
- 1928年 - 石河清、指揮者（+2016年）
- 1931年 - 滝口順平、声優（+ 2011年）
- 1932年 - 矢島正明、声優
- 1935年 - 畑正憲、作家、動物学者（+ 2023年）
- 1935年 - 桑田二郎、漫画家（+ 2020年）
- 1936年 - 矢野暢、政治学者（+ 1999年）
- 1937年 - フェルディナント・ピエヒ、自動車技術者、実業家（+ 2019年）
- 1939年 - 戸梶正夫、元プロ野球選手
- 1940年 - ジークフリート・イェルザレム、テノール歌手
- 1941年 - 市川森一、脚本家（+ 2011年）
- 1942年 - 大泉逸郎、歌手
- 1942年 - バスター・ウィリアムス、ジャズベーシスト
- 1942年 - 高嶋秀武、フリーアナウンサー
- 1942年 - カティア・クラフト、火山学者（+ 1991年）
- 1942年 - 関文彦、実業家、関家具創業者
- 1943年 - 川島勝司、元野球選手、アトランタオリンピック日本代表監督
- 1944年 - 高野孟、ジャーナリスト
- 1946年 - 宝賀寿男、弁護士、歴史学者
- 1946年 - ジョルジュ・J・F・ケーラー、生物学者、免疫学者（+ 1995年）
- 1947年 - 花輪和一、漫画家
- 1947年 - 緑川アコ、歌手
- 1947年 - 鈴木茂晴、実業家、元大和証券社長
- 1947年 - 若松勉、元プロ野球選手、監督
- 1947年 - 野崎恒男、元プロ野球選手
- 1948年 - 福田昭夫、政治家
- 1948年 - ヤン・ハマー、キーボーディスト、作曲家
- 1948年 - 山上烈、高校野球指導者
- 1949年 - 福井ミカ、ミュージシャン
- 1949年 - ロナルド・エヴァンス、生物学者
- 1950年 - 二木正人、実業家、元二木ゴルフ社長
- 1950年 - 宮本孝男、元プロ野球選手
- 1951年 - オリビア・ハッセー、女優（+ 2024年）
- 1953年 - 丸岡啓二、有機化学者
- 1954年 - 高見沢俊彦、ミュージシャン（THE ALFEE）
- 1954年 - 相川哲郎、実業家、元三菱自動車工業社長
- 1954年 - リカルド・パトレーゼ、レーシングドライバー
- 1954年 - ロディ・パイパー、プロレスラー、俳優（+ 2015年）
- 1954年 - あきやまるな、声優（+ 2014年）
- 1955年 - 原田康弘
- 1957年 - 平尾仁、俳優
- 1957年 - ニック・ホーンビィ、作家
- 1958年 - 谷崎重幸、ラグビー指導者
- 1959年 - 山口哲治、元プロ野球選手
- 1959年 - ショーン・ビーン、俳優
- 1960年 - 尾崎将也、脚本家
- 1961年 - 前乃臻康夫、元大相撲力士
- 1961年 - 井ノ上美恵子、アナウンサー
- 1961年 - ブーマー・アサイアソン、元アメリカンフットボール選手
- 1962年 - 船越雅史、元アナウンサー
- 1962年 - 吉村元富、元プロ野球選手
- 1962年 - 中村静香、バイオリニスト
- 1964年 - 明貴美加、メカデザイナー
- 1964年 - 小野真一、俳優、演出家
- 1964年 - 天野勝弘、体操インストラクター、俳優、声優、ナレーター
- 1964年 - メイナード・ジェームス・キーナン、ミュージシャン
- 1965年 - 武内陶子、アナウンサー
- 1965年 - 黒田崇矢、声優
- 1965年 - 安孫子義一、ミュージシャン（The ピーズ）
- 1965年 - 黒田慶樹、地方公務員、東京都職員
- 1965年 - クレイグ・ワーシントン、元プロ野球選手
- 1966年 - 立川俊之、ミュージシャン（元大事MANブラザーズバンド）
- 1967年 - ゴルゴ松本、タレント（TIM）
- 1968年 - ファング鈴木、プロレスラー
- 1969年 - 中道貴之、元陸上競技選手
- 1969年 - 鎌仲政昭、元プロ野球選手
- 1969年 - ジェフ・ボール、元プロ野球選手
- 1970年 - 本村賢太郎、政治家
- 1971年 - 東郷哲也、政治家（+2021年）
- 1971年 - 川瀬浩平、アニメーションプロデューサー
- 1971年 - 浅野智治、元プロ野球選手
- 1972年 - ジェニファー・ガーナー、女優
- 1972年 - ムティア・ムラリタラン、クリケット選手
- 1972年 - 富永章敬、元プロ野球選手
- 1973年 - 小林賢太郎、劇作家、演出家、元コメディアン（元ラーメンズ）
- 1973年 - 中村真也、ミュージシャン、ギタリスト
- 1973年 - 城石憲之、元プロ野球選手
- 1973年 - 海鵬涼至、元大相撲力士
- 1974年 - ヴィクトリア・ベッカム、歌手（元スパイス・ガールズ）
- 1975年 - 林真里花、声優
- 1975年 - ステファノ・フィオーレ、サッカー選手
- 1975年 - トリフン・ジバノビッチ、フィギュアスケート選手
- 1976年 - 橘未稀、AV女優、ストリッパー
- 1976年 - 上山龍紀、総合格闘家
- 1976年 - モリタイシ、漫画家
- 1976年 - 鈴木謙介、社会学者
- 1976年 - 東ふき、リポーター
- 1976年 - ブラディミル・サムソノフ、卓球選手
- 1976年 - 遠藤竜志、元プロ野球選手
- 1977年 - 玉城千春、ミュージシャン（Kiroro）
- 1977年 - 鈴根らい、漫画家、同人作家、歌い手
- 1977年 - 中山博子、元タレント
- 1977年 - フレデリック・メーグル、作曲家
- 1978年 - 山口智、元サッカー選手
- 1978年 - 高橋一馬、元アイスホッケー選手
- 1979年 - 荒井志乃、俳優
- 1979年 - 松尾貴臣、シンガーソングライター
- 1979年 - 大沼綾子、元バレーボール選手
- 1979年 - ホルヘ・ピエドラ、元プロ野球選手
- 1980年 - 大雷童太郎、大相撲力士
- 1980年 - 森惠佑、元サッカー選手、指導者
- 1980年 - 佐々木秀実、歌手
- 1980年 - 山口教仁、ミュージシャン（Chicago Poodle）
- 1980年 - RINA、ファッションモデル
- 1980年 - 今村卓博、声優
- 1980年 - 金子大輔、オートレース選手
- 1980年 - マックス・サンピエール、元プロ野球選手
- 1982年 - 林知花、元女優
- 1982年 - アラン・ストリート、フィギュアスケート選手
- 1982年 - イ・ジュンギ、俳優
- 1983年 - 大谷昌司、サッカー選手
- 1983年 - 大谷圭志、元サッカー選手
- 1983年 - 冨山浩之介、プロボクサー、元OPBF東洋太平洋スーパーフライ級王者
- 1984年 - 大久保裕樹、元サッカー選手
- 1985年 - 本田拓也、元サッカー選手
- 1985年 - 今井優、タレント（元AKB48）
- 1985年 - ジョー＝ウィルフリード・ツォンガ、テニス選手
- 1986年 - 中村明花、タレント、元ファッションモデル
- 1986年 - 福田俊介、サッカー選手
- 1986年 - 白倉キッサダー、元野球選手
- 1987年 - 板金立樹、サッカー指導者
- 1987年 - 田沢由哉、元プロ野球選手
- 1987年 - ミレーヌ・ブロデューア、フィギュアスケート選手
- 1987年 - ヤマサキ セイヤ、ミュージシャン（キュウソネコカミ）
- 1988年 - Taka、歌手（ONE OK ROCK）
- 1988年 - にしね・ザ・タイガー、お笑い芸人
- 1988年 - 水渕葵、元女優、元タレント
- 1989年 - 大谷麻衣、女優
- 1989年 - アレクサンドル・エンベルト、フィギュアスケート選手
- 1989年 - チャルレス・アランギス、サッカー選手
- 1990年 - 石井美絵子、ファッションモデル
- 1990年 - 藤原広太朗、元サッカー選手、指導者
- 1990年 - ルカーシュ・マレチェク、サッカー選手
- 1990年 - 石部雅紀、元俳優
- 1991年 - 今村猛、元プロ野球選手
- 1991年 - 上杉晋作、チェスプレーヤー
- 1991年 - 三浦天悟、サッカー選手
- 1991年 - 千代丸一樹、大相撲力士
- 1992年 - 宮國椋丞、元プロ野球選手
- 1992年 - ロニー・ロドリゲス、プロ野球選手
- 1992年 - 福田将儀、元プロ野球選手
- 1992年 - 香妻琴乃、プロゴルファー
- 1993年 - 若葉克実、俳優
- 1993年 - 重信慎之介、プロ野球選手
- 1994年 - ジンホ、アイドル (PENTAGON)
- 1995年 - 直田姫奈、声優
- 1995年 - 相良茉優、声優
- 1995年 - 三鈴晃幹、俳優
- 1995年 - 熊江琉唯、モデル、レースクイーン
- 1995年 - 岸波香桜、アナウンサー
- 1995年 - チョン・フィイン、アイドル（MAMAMOO）
- 1995年 - イ・ヨンスン、プロアイスホッケー選手
- 1996年 - 佐藤ミケーラ、ファッションモデル、アイドル（元アイドリング!!!35号）
- 1996年 - ホンソク、アイドル (PENTAGON)
- 1996年 - 下堂竜聖、サッカー選手
- 1996年 - 東白龍雅士、大相撲力士
- 1997年 - 熊沢世莉奈、声優（元HKT48）
- 1997年 - 海野翔太、プロレスラー
- 1998年 - 野口由芽[7]、アイドル（元SKE48）
- 1998年 - 生井麻衣、アイドル（お掃除ユニットCLEAR'S）
- 1998年 - 高橋英也、フットサル選手
- 1999年 - 中嶋春陽、女優
- 1999年 - 遠藤光莉、アイドル（櫻坂46）
- 1999年 - りみー、TikToker、YouTuber
- 1999年 - 髙橋大悟、サッカー選手
- 1999年 - 萩原竜之介、元子役
- 2000年 - 吉田優利、ゴルファー
- 2001年 - 黒川史陽、プロ野球選手
- 2001年 - 佐藤瑠雅、俳優
- 2001年 - 安竹俊喜、プロ野球選手
- 2001年 - シン・リュジン、アイドル（ITZY）
- 2003年 - 川﨑桜[8]、アイドル（乃木坂46）
- 2003年 - ペク・ジホン、アイドル（fromis_9）
- 2003年 - 深澤めぐみ、バレーボール選手
- 2003年 - 森木大智[9]、プロ野球選手
- 2006年 - 西﨑美空、アイドル（OCHA NORMA）
- 2007年 - 小津玲奈、アイドル（乃木坂46）
- 生年不詳 - 須加みき、声優
- 生年不詳 - 村井雄治、声優
- 生年不詳 - 魔王マグロナ、バーチャルYouTuber
- 生年不詳 - 小林正道、ミュージシャン、ベーシスト（BAAD）

### 人物以外（動物など）
- 1972年 - イシノアラシ、競走馬（+ 1981年）
- 1979年 - オールアロング、競走馬（+ 2005年）
- 1980年 - ロンググレイス、競走馬（+ 2002年）
- 1985年 - メジロワース、競走馬
- 1987年 - ハクタイセイ、競走馬（+ 2013年）
- 1988年 - フジヤマケンザン、競走馬(+ 2016年)
- 1988年 - オースミダイナー、競走馬（+ 2010年）
- 1988年 - ブロードマインド、競走馬（+ 2008年）
- 1991年 - メルシーステージ、競走馬（+ 1998年）
- 1993年 - メジロファラオ、競走馬
- 1996年 - ラスカルスズカ、競走馬（+ 2020年）
- 2002年 - ジャイアントレッカー、競走馬（+ 2014年）
- 2005年 - ウォーパス、競走馬（+ 2010年）

## 忌日

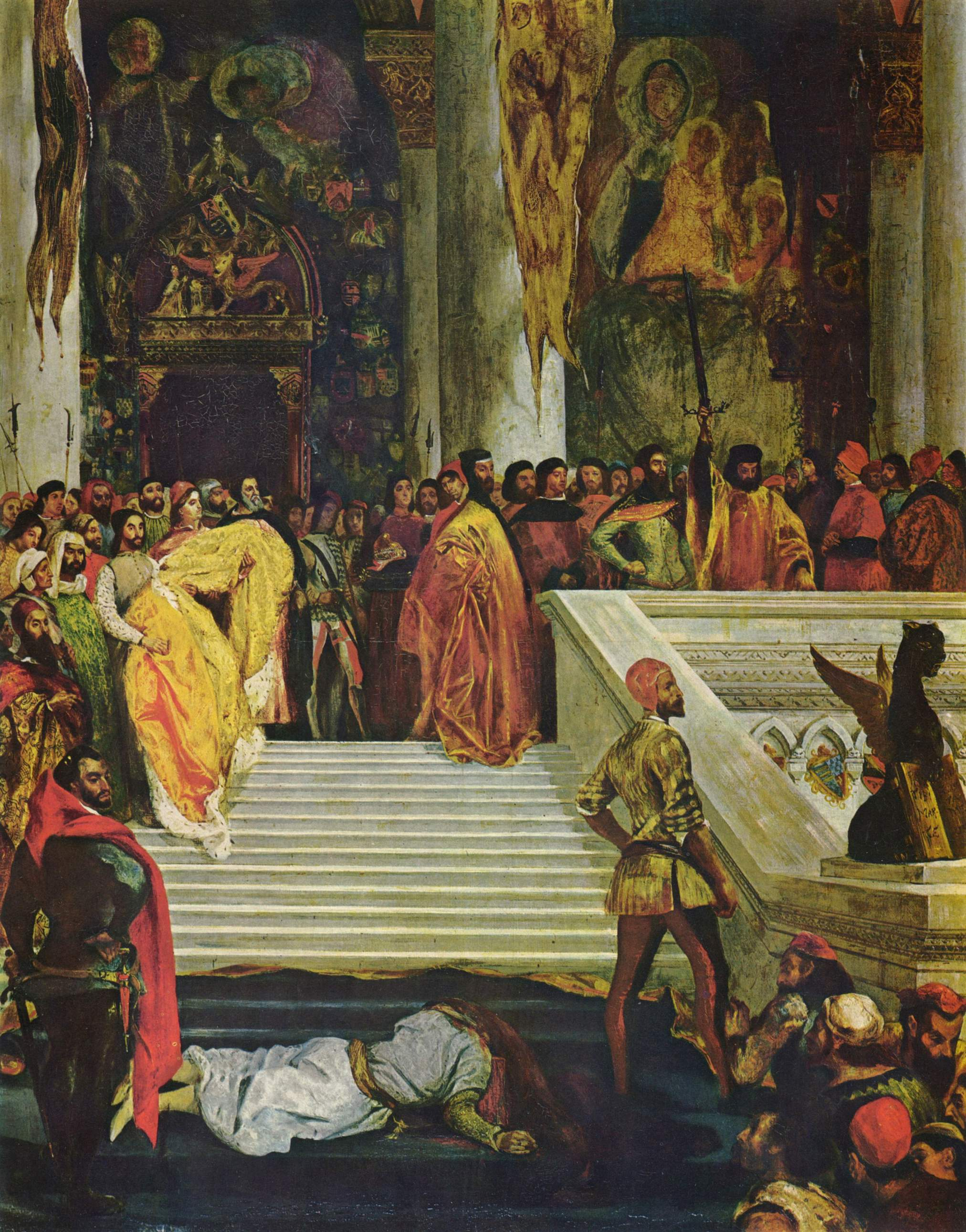
ヴェネツィアの第55代元首マリーノ・ファリエロ(1285-1355)刑死。画像はウジェーヌ・ドラクロワ画(1827)。

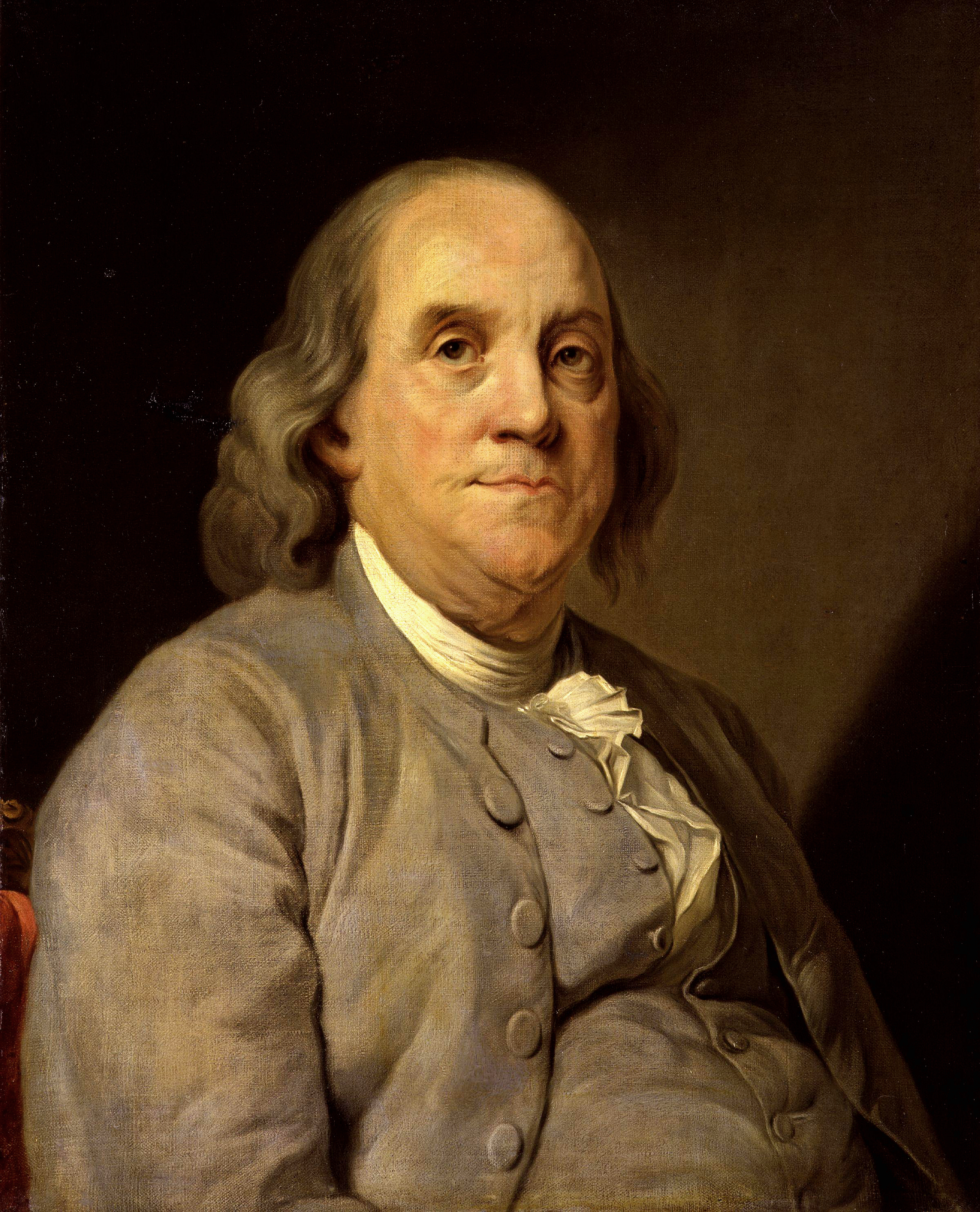
アメリカ合衆国の政治家、科学者ベンジャミン・フランクリン(1706-1790)没。避雷針を発明。独立宣言起草委員を務めた。

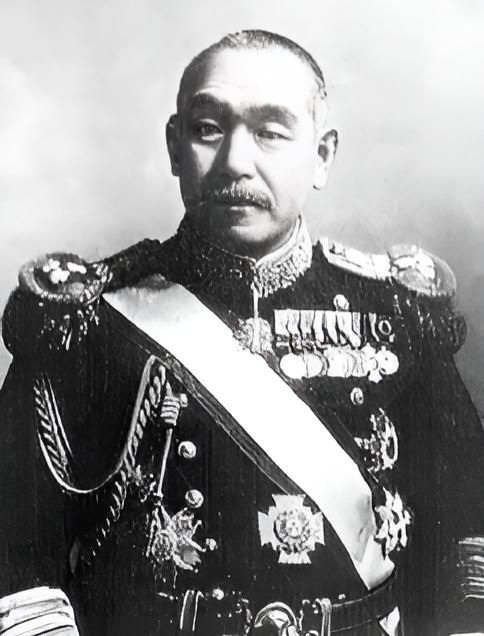
第42代日本国内閣総理大臣、鈴木貫太郎(1868-1948)没。

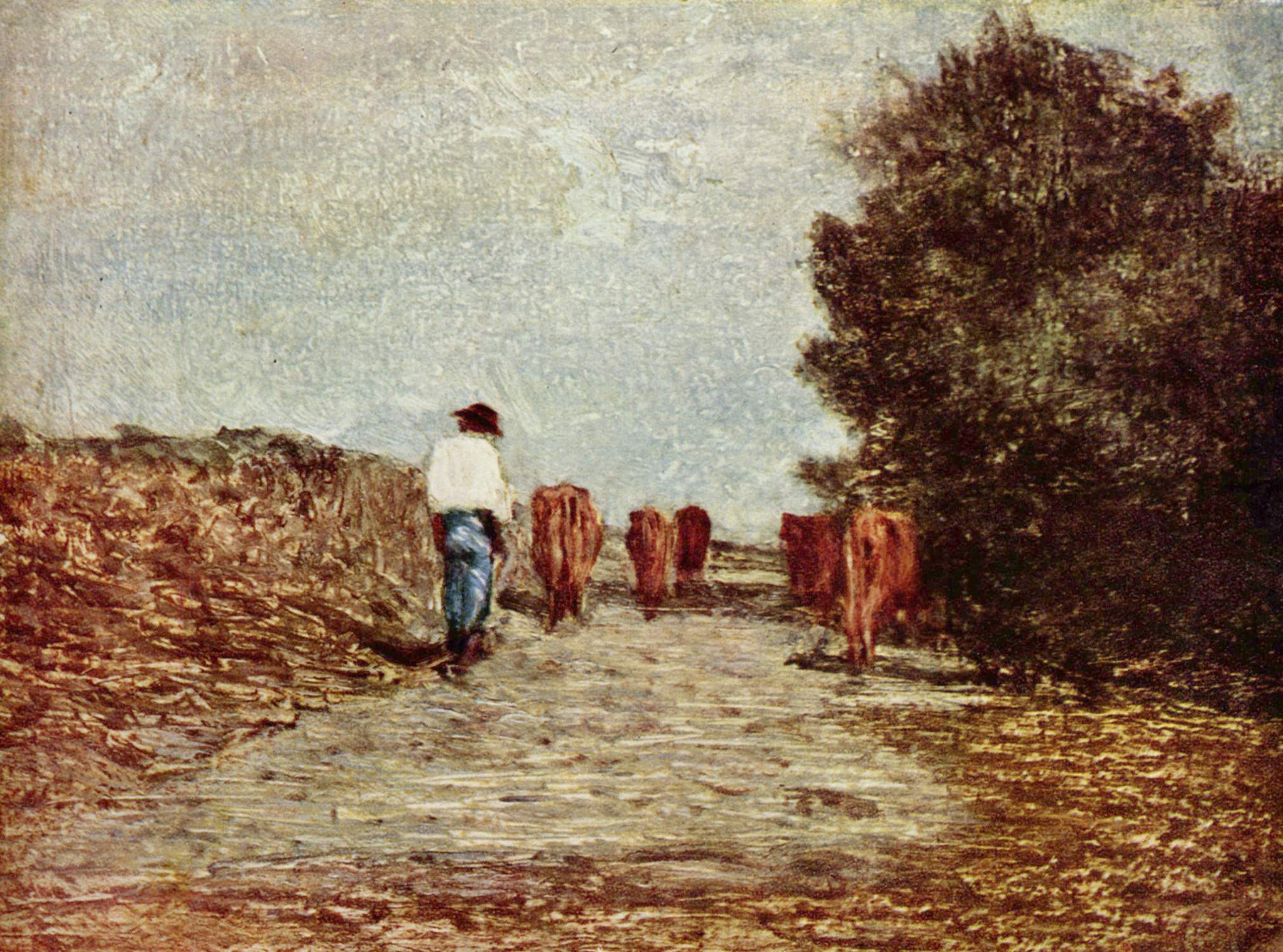
日本で洋画を指導したお雇い外国人、アントニオ・フォンタネージ(1818-1882)没。画像は『牧草地への道』。

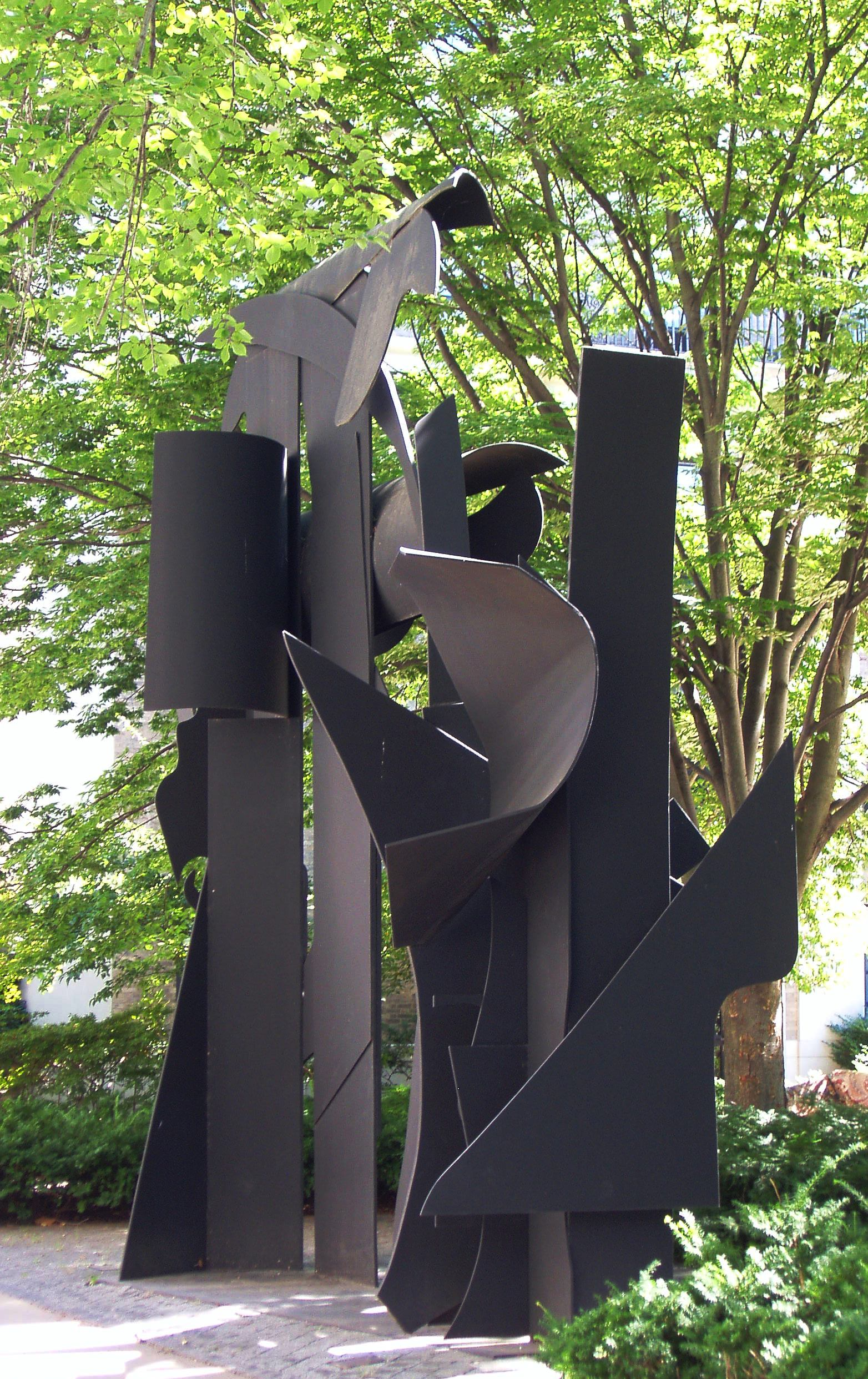
彫刻家ルイーズ・ネヴェルソン(1900-1988)。画像は『透明な水平線』(1975)。

- 1355年 - マリーノ・ファリエロ、ヴェネツィアのドージェ（* 1285年）
- 1574年 - ヨアヒム・カメラリウス（英語版）、古典学者（* 1500年）
- 1669年 - アントニオ・ベルターリ、作曲家（* 1605年）
- 1695年 - ソル・フアナ＝イネス・デ・ラ・クルス、詩人、修道女（* 1651年）
- 1696年 - セヴィニエ侯爵夫人マリー・ド・ラビュタン＝シャンタル、作家（* 1626年）
- 1711年 - ヨーゼフ1世、神聖ローマ皇帝（* 1678年）
- 1742年 - アルヴィド・ホルン、政治家（* 1664年）
- 1761年 - トーマス・ベイズ、数学者（* 1702年）
- 1764年 - ヨハン・マッテゾン、作曲家（* 1681年）
- 1790年 - ベンジャミン・フランクリン、政治家、物理学者（* 1706年）
- 1795年 - クリストフ＝ガブリエル・アルグラン（英語版）、彫刻家（* 1710年）
- 1838年 - ヨハンナ・ショーペンハウアー、小説家（* 1766年）
- 1843年 - サミュエル・モリー（英語版）、発明家（* 1762年）
- 1882年 - アントニオ・フォンタネージ、画家（* 1818年）
- 1888年 - エフライム・ジョージ・スクワイア（英語版）、考古学者、歴史作家、画家、新聞編集者（* 1821年）
- 1892年 - アレキサンダー・マッケンジー、政治家、カナダ首相（* 1822年）
- 1898年 - ボビー・マシューズ、元プロ野球選手（* 1851年）
- 1902年 - フランシスコ・デ・アシース・デ・ボルボーン、スペイン女王イサベル2世の王配（* 1822年）
- 1906年 - 磯部百鱗、日本画家（* 1836年）
- 1917年 - テオドール・レーバー（英語版）、眼科医（* 1840年）
- 1927年 - 山本唯三郎、実業家（* 1873年）
- 1932年 - 藤沢友吉 (初代)、藤沢薬品工業創業者（* 1866年）
- 1932年 - パトリック・ゲデス、生物学者、教育学者（* 1854年）
- 1933年 - ハリエット・ブルックス（英語版）、原子物理学者（* 1876年）
- 1937年 - 李箱、詩人（* 1910年）
- 1942年 - ジャン・ペラン、物理学者（* 1870年）
- 1946年 - ジャック・クイン、プロ野球選手（* 1883年）
- 1948年 - 鈴木貫太郎、政治家、第42代内閣総理大臣（* 1868年）
- 1950年 - ジョルジュ・デスパーニア、画家（* 1870年）
- 1951年 - エルンスト・モロ（フランス語版）、小児科医、モロ反射発見者（* 1874年）
- 1954年 - 徳川頼貞、政治家、音楽学者（* 1892年）
- 1959年 - 川路柳虹、詩人（*1888年）
- 1960年 - 諸口十九、俳優（* 1891年）
- 1960年 - エディ・コクラン、ロカビリー歌手（* 1938年）
- 1961年 - 林原一郎[10]、実業家、林原コンツェルン創業者（* 1908年）
- 1963年 - 徳川好敏、飛行機操縦士、中将（* 1884年）
- 1974年 - ヒュー・テイラー、化学者（* 1890年）
- 1976年 - カール・ピーター・ヘンリク・ダム、生化学者、生理学者（* 1895年）
- 1982年 - 山田輝郎、実業家、元ロート製薬社長、山田スイミングクラブ設立者（* 1894年）
- 1986年 - 戸田吉蔵、元プロ野球選手（* 1913年）
- 1987年 - 香川良介、俳優（* 1896年）
- 1987年 - 福家俊一、政治家（* 1912年）
- 1987年 - 武内つなよし、漫画家、小説家（* 1922年）
- 1987年 - 鈴木敏夫[11]、出版人、元大修館書店社長（* 1926年）
- 1988年 - ルイーズ・ネヴェルソン、彫刻家（* 1900年）
- 1988年 - 和沢昌治、俳優（* 1914年）
- 1989年 - 稲玉貞雄、政治家、元長野県更埴市長（* 1914年）
- 1990年 - アンジェロ・スキアビオ、サッカー選手（* 1905年）
- 1990年 - 南村侑広、元プロ野球選手（* 1917年）
- 1992年 - 宮崎輝、経営者、元旭化成社長（* 1909年）
- 1993年 - トゥルグト・オザル、政治家、第8代トルコ大統領（* 1927年）
- 1994年 - 正示啓次郎、官僚、政治家、第31代経済企画庁長官（* 1911年）
- 1994年 - ロジャー・スペリー、神経心理学者（* 1913年）
- 1994年 - 宇野光雄、元プロ野球選手、監督（* 1917年）
- 1995年 - 矢野一郎、実業家、剣道化、元第一生命社長（* 1899年）
- 1996年 - 稲葉秀三、官僚、実業家、元日本工業新聞社社長、元産業経済新聞社社長（* 1907年）
- 1997年 - 脇村義太郎、経済学者、東京大学名誉教授（* 1900年）
- 1997年 - 秋岡芳夫、工業デザイナー（* 1920年）
- 1998年 - 坂元親男、政治家、第51代北海道開発庁長官、第20代沖縄開発庁長官（* 1911年）
- 1998年 - リンダ・マッカートニー、写真家、ミュージシャン（* 1941年）
- 1998年 - タイガー立石、画家、漫画家、絵本作家、陶芸家（* 1941年）
- 1999年 - 村上文祥、囲碁アマチュア棋士、元荏原製作所副社長（* 1932年）
- 2000年 - 大塚正士、実業家、元大塚製薬社長、大塚国際美術館初代館長（* 1916年）
- 2001年 - マートン・デイヴィーズ、天文学者（* 1917年）
- 2001年 - 津田一朗、政治家、元大阪府羽曳野市長（* 1926年）
- 2001年 - 山田智彦、作家（* 1936年）
- 2002年 - サイラス・コルター、作家、弁護士、ノースウェスタン大学英文学科名誉教授（* 1910年）
- 2002年 - 坂野重信、政治家（* 1917年）
- 2003年 - 大熊文子[12]、声楽家（* 1918年）
- 2003年 - ピーター・キャスカート・ウェイソン（英語版）、認知心理学者（* 1924年）
- 2003年 - ロバート・アトキンス、内科医、心臓病専門医（* 1930年）
- 2003年 - アール・キング、R&Bギタリスト、シンガーソングライター（* 1934年）
- 2003年 - 今藤幸治、サッカー選手（* 1972年）
- 2004年 - 牛山喜久子、美容師、美容研究家（* 1908年）
- 2004年 - ベルナール・カトラン（英語版）、画家（* 1919年）
- 2004年 - アール・マイナー、日本文学研究者（* 1926年）
- 2004年 - アブドゥルアズィーズ・アッ＝ランティースィー、ハマース指導者（* 1947年）
- 2005年 - 大村はま、国語教師、国語教育研究家（* 1906年）
- 2005年 - 中村翫之助（四代目）[13]、歌舞伎俳優（* 1935年）
- 2006年 - ヘンダーソン・フォーサイス、俳優（* 1917年）
- 2006年 - 栗本宗夫[14]、実業家、サガミチェーン創業者（* 1932年）
- 2007年 - キティ・カーライル（英語版）、女優、歌手、タレント（* 1910年）
- 2007年 - 村田敏郎、薬学者、第5代静岡薬科大学学長、同大学名誉教授、元共立薬科大学理事長（* 1919年）
- 2008年 - エメ・セゼール、詩人（* 1913年）
- 2008年 - 横山友美佳、バレーボール選手（* 1987年）
- 2010年 - 宝生英照、シテ方宝生流能楽師（* 1958年)
- 2011年 - 出崎統、アニメ監督（* 1943年）
- 2012年 - スタンリー・ロジャーズ・リーザー、法律家、軍人、政治家（* 1917年）
- 2012年 - 相田暢一、元野球選手、アマチュア野球指導者（* 1921年）
- 2012年 - 工藤祐信、スピードスケート選手（* 1927年）
- 2012年 - 吉武輝子、評論家、ノンフィクション作家（* 1931年）
- 2012年 - スタン・ジョンソン、元プロ野球選手（* 1937年）
- 2012年 - 小野坂清、元プロ野球選手（* 1942年）
- 2013年 - 中道健太郎、実業家、元カルピス食品工業（現カルピス）社長（* 1919年）
- 2013年 - 畠山武、経営者（* 1924年）
- 2013年 - 陳僖儀、歌手（* 1987年）
- 2014年 - 朝長康郎、数学者、宇都宮大学名誉教授（* 1921年）
- 2014年 - 鈴木晄、映画編集技師（* 1928年）
- 2014年 - ガブリエル・ガルシア＝マルケス、作家、小説家（* 1928年）
- 2014年 - チェオ・フェリシアーノ、歌手、作曲家（* 1935年）
- 2014年 - 勝見洋一、美術商、エッセイスト、料理評論家（* 1949年）
- 2016年 - ドリス・ロバーツ、女優、声優（* 1925年）
- 2017年 - 渡部昇一、英語学者（* 1930年）
- 2018年 - バーバラ・ブッシュ、ファーストレディ、第41第米国大統領ジョージ・H・W・ブッシュ夫人（* 1925年）
- 2018年 - 山中衛、実業家、元HOYA社長（* 1938年）
- 2018年 - 順みつき、女優、元宝塚歌劇団花組トップスター（* 1948年）
- 2018年 - ランディ・スクラッグス、音楽プロデューサー、ソングライター、ギタリスト（* 1953年）
- 2019年 - 小池一夫 、漫画原作者、脚本家、小説家、作詞家、作家（* 1936年）
- 2019年 - 長谷川堯、建築史家、建築評論家、武蔵野美術大学名誉教授（* 1937年）
- 2019年 - アラン・ガルシア、政治家、元ペルー大統領（* 1949年）
- 2020年 - 中村睦男、憲法学者、北海道大学元学長、同大学名誉教授（* 1939年）
- 2020年 - ノーマン・ハンター、サッカー選手、指導者（* 1943年）
- 2020年 - 高田賢一、アメリカ文学者、青山学院大学名誉教授（* 1945年）
- 2020年 - 前田俊明、作曲家、編曲家（* 1949年）
- 2021年 - ヘスター・フォード、スーパーセンテナリアン（* 1904年または1905年）
- 2021年 - ルー・ルイス、ハーモニカ奏者、歌手（* 1955年）
- 2021年 - 小林治、イラストレーター、メカニックデザイナー、アニメ監督（* 1964年）
- 2021年 - ブラック・ロブ、ラッパー（* 1969年）
- 2022年 - ジェームズ・オルソン（英語版）、俳優（* 1930年）
- 2022年 - カトリーヌ・スパーク、女優、歌手（* 1945年）
- 2022年 - ラドゥ・ルプ、ピアニスト（* 1945年）
- 2023年 - 黒土始、実業家、第一交通産業創業者（* 1922年）
- 2023年 - 加藤孝造、陶芸家、人間国宝（* 1935年）
- 2024年 - 尹汝訓、政治家（* 1937年）
- 2024年 - 才口千晴、弁護士、元最高裁判所判事（* 1938年）

## 記念日・年中行事

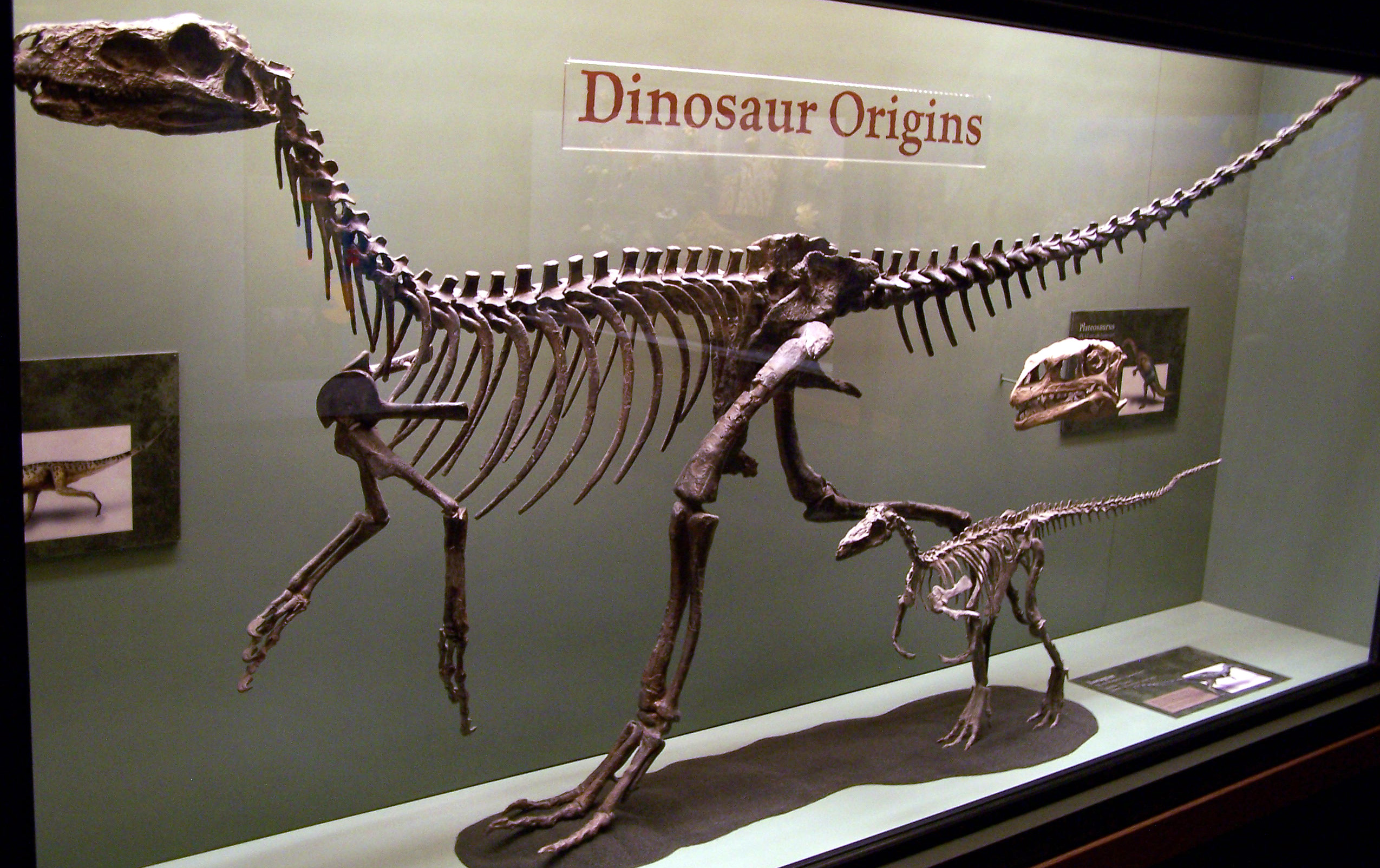
恐竜の日

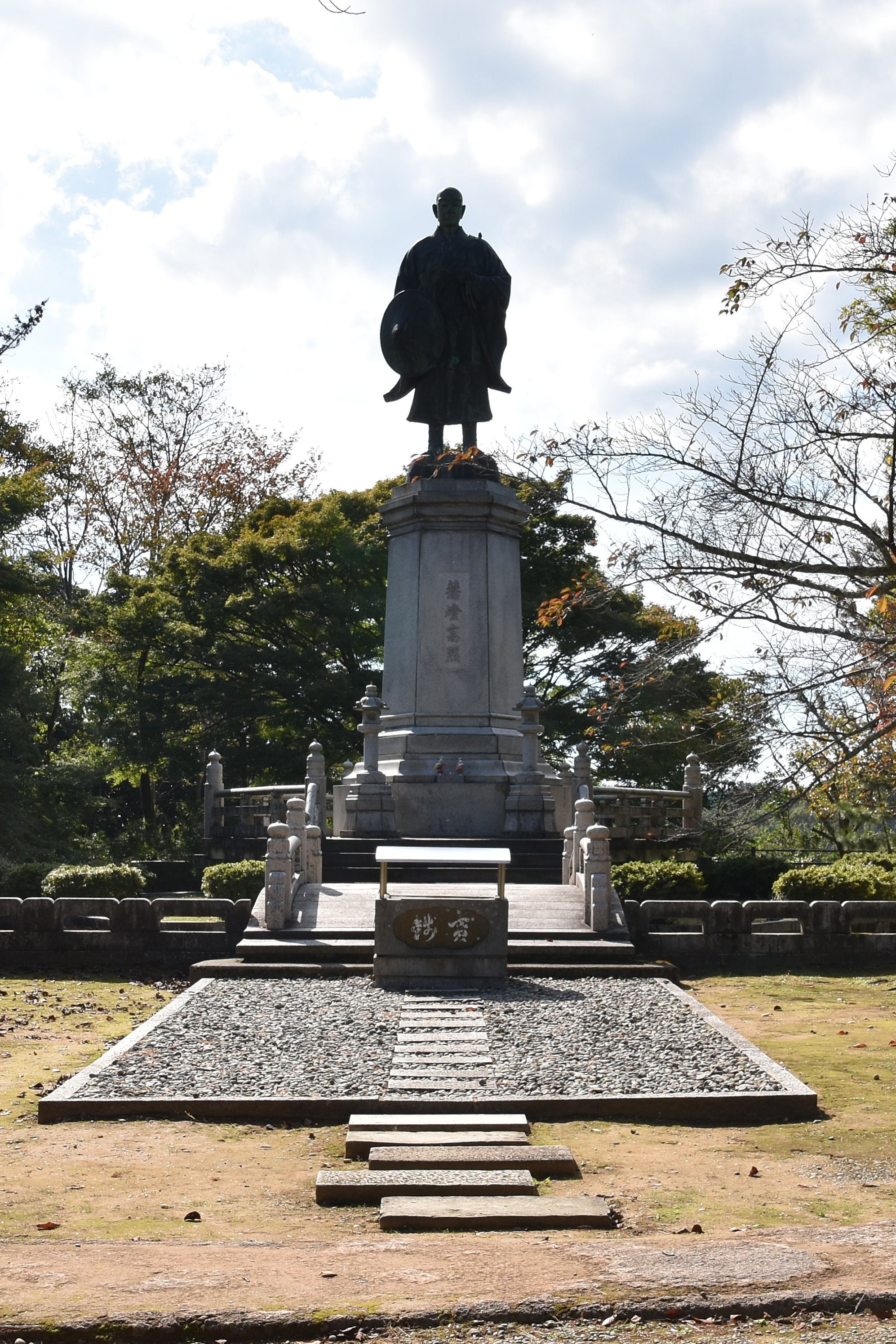
蓮如上人御影道中
画像は、吉崎御坊跡に建つ高村光雲作、蓮如上人の銅像。

- 世界ヘモフィリアデー（世界血友病の日）（ 世界）
世界血友病連盟が1998年に制定。血友病およびその他の血液の病気についての啓発デー。世界血友病連盟を設立したフランク・シュネーベル(Frank Schnabel)の誕生日。
- 撤退記念日（独立記念日）（ シリア）
1946年のこの日、フランスがシリアの独立を承認し、シリアからフランス軍が完全撤退した。
- 恐竜の日
1923年のこの日、アメリカの動物学者ロイ・チャップマン・アンドリュースが人類の起源の手掛かりを探すべくゴビ砂漠へ向けて北京を出発した。その後5年間に及ぶ旅行中に、恐竜の卵の化石を世界で初めて発見し、その後の本格的な恐竜研究の始まりになった。生涯にわたり何度も探検の旅に出た彼は、猛獣に襲われたり、盗賊に遭遇したり、危機一髪の状況に何度も遭遇し、その度に切り抜けてきた。そのことからアンドリュースは、映画「インディ・ジョーンズ」シリーズの主人公のモデルとも言われている[15]。
- ハローワークの日（職安記念日）（ 日本）
1947年のこの日、それまでの職業紹介所が「公共職業安定所」に改称したことによる。現在は「ハローワーク」という愛称で呼ばれている。
- 少年保護デー（ 日本）
1952年に、11月27日の「司法保護記念日」と統合され、9月13日の「更生保護記念日」となった。
- なすび記念日（ 日本）
冬春なす主産県協議会が2004年に制定。「ヨ(4)イ(1)ナ(7)ス」の語呂合わせ、4月が冬春ナスの最盛期であること、4月にナスが好物であった徳川家康に献上されていたこと、徳川家康の命日が旧暦の4月17日であることによる。
- 飯田・下伊那の日、五平もち記念日（ 日本）
「し(4)もい(1)な(7)」の語呂合せ。長野県飯田・下伊那地方の特産である五平もちをPRする日。
- 蓮如上人御影道中 御下向式（ 日本）
蓮如上人御影道中とは、浄土真宗中興の祖蓮如上人の御影（肖像画）を、僧侶や門徒が福井県あわら市の吉崎東別院まで歩いて運ぶ仏事で、江戸時代から続く伝統を持つ。毎年4月17日に、京都東本願寺で御下向式が執り行われる。東本願寺を出発した蓮如上人の御影は、琵琶湖西岸約240kmの御下向の旅を経て4月23日に吉崎東別院に到着する。吉崎東別院で10日間の御忌法要が勤められたのち、5月2日に東本願寺へ向けて出発する。琵琶湖東岸約280㎞の御上洛の旅を経て、5月9日に東本願寺へと帰山する[16]。
- 徳川家康忌（ 日本）
徳川家康は、元和2年（1616年）4月17日（新暦6月1日）没。死因は鷹狩の先に寄った田中城（静岡県藤枝市）で「鯛の天ぷらを食べて死んだ。」と伝わる。この日、静岡県静岡市駿河区の久能山東照宮では、全国から徳川家関係者が参集し、三品立神饌と呼ばれる特別な供物が供えられた社殿で「御例祭」が斎行される[17]。
- 二荒山神社弥生祭（ 日本）
1200年有余年の伝統を持つ日光二荒山神社の例祭で、古くは3月（旧暦の弥生）に行われたことから「弥生祭」と呼ばれる。神社祭典は4月13日から17日まで行われ、大祭当日の17日に付祭として、花家体が繰り出される。この祭は、「ごた祭り」とも呼ばれ、古いしきたりを重んじ、格式通りに進められる。ひとつ間違うと町内単位の 『ごた＝トラブル』になるため、参加者は全神経を働かせるが、何か支障があった場合には、祭りがストップすることもある[18]。